# Bioindikátor

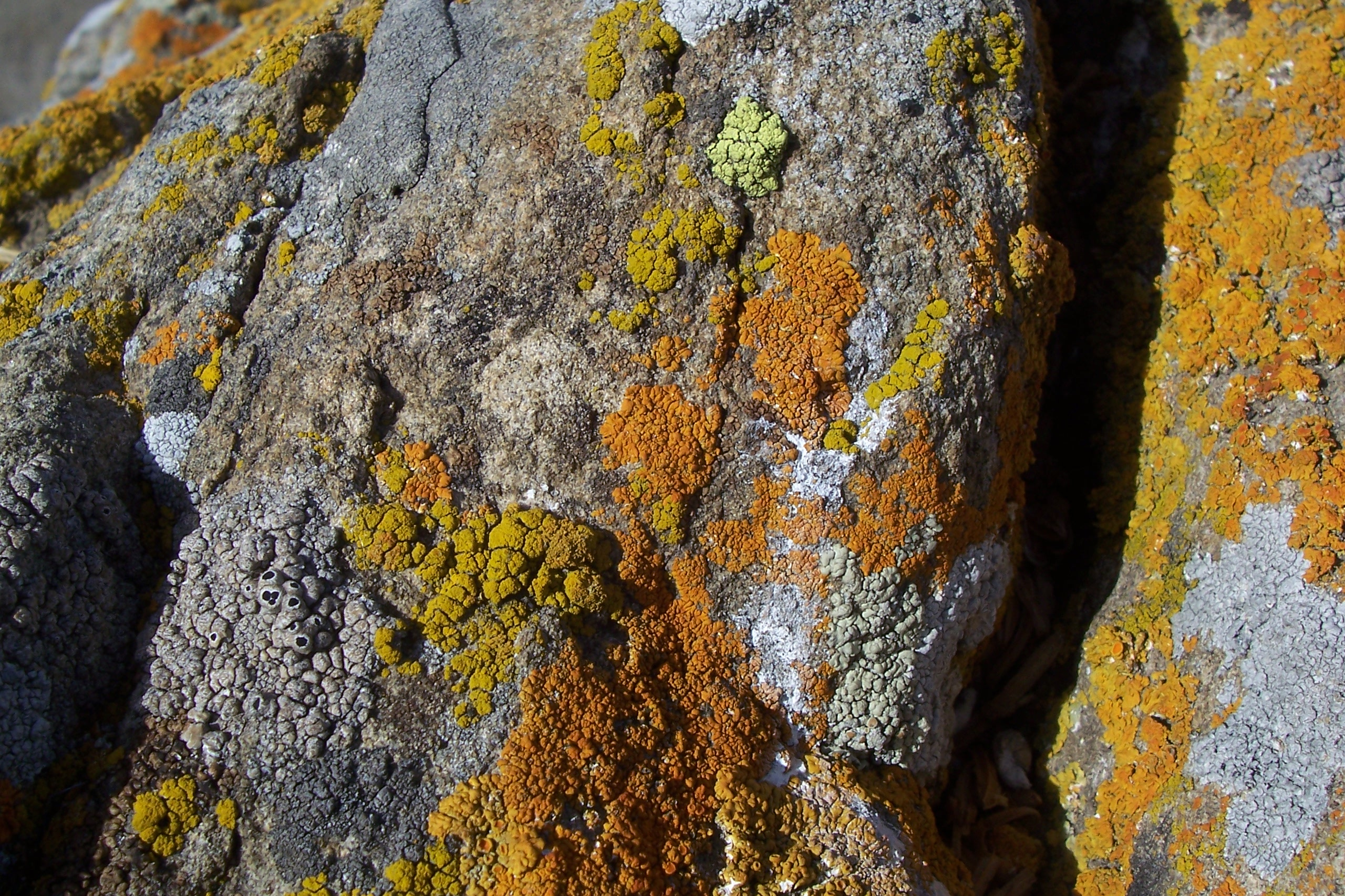
Příklad bioindikátoru – lišejníky

Bioindikátor je organismus nebo soubor organismů, užívaný ke sledování určitých vlastností životního prostředí nebo ekosystému. Jako bioindikátor označujeme například organismy, jejichž činnost, populace nebo stav může být použita k posouzení stavu životního prostředí. Příkladem mohou být některé druhy lišejníků, které se vyskytují jen na místech s čistým ovzduším.
Vodítkem, které značí, že je nějaký problém s životním prostředím, mohou být i chemické, fyziologické nebo behaviorální změny organismů.

## Rostlinné bioindikátory
Přítomnost nebo absence určité rostliny může mnoho napovědět o životním prostředí.
Lišejníky jsou symbiotické organismy složené z houby a řasy. Mnoho z nich reaguje na změny druhového složení lesů, znečištění ovzduší a změny klimatu. Vyhynutí lišejníků v lese může indikovat například vysoké hodnoty oxidu siřičitého, některých dalších sirných sloučenin a oxidů dusíku.

## Živočichové jako bioindikátory
Příkladem živočišné bioindikace může být vyhynutí zvířete kvůli nedostatku potravy, které je způsobeno znečištěním. Vyjma měření velikosti populace se vědci zaměřují i na množství toxinů v tkáních nebo množství deformací v populaci. Příkladem může být ledňáček, jepice nebo rak.

## Mikroby jako bioindikátory
Mikroby mohou být použity k posuzování čistoty vodních či suchozemských ekosystémů. Protože jsou všude ve vysokém počtu, je jednodušší výsledky srovnávat.
Některé mikroorganismy produkují tzv. stresové proteiny, když jsou vystaveni látkám, jako je kadmium či benzen. Tyto proteiny mohou varovat již před nízkými hodnotami znečištění.